# Amado Boudou
Amado Boudou (ur. 19 listopada 1963 w Buenos Aires) – argentyński polityk i ekonomista, minister gospodarki w latach 2009-2011, wiceprezydent Argentyny od 10 grudnia 2011 do 10 grudnia 2015.

## Życiorys
Amado Boudou urodził się w 1963 w Buenos Aires. Wychowywał się w Mar del Plata, gdzie w 1986 ukończył ekonomię na Narodowym Uniwersytecie Mar del Plata. W 2002 ukończył studia podyplomowe z zakresu ekonomii w Centro de Estudios Macroeconómicos de Argentina (Argentyńskie Centrum Studiów Makroekonomicznych). W czasie studiów grał w zespole muzycznym na gitarze elektrycznej oraz był zaangażowany w organizację festiwalów muzycznych w Mar del Plata, w tym koncertu Rock in Bali, w którym uczestniczyło 15 tys. osób.
W latach 1990–1995 był zatrudniony w firmie Venturino Ehisur S.A., zajmującej się dostarczaniem usług komunalnych. W 1992 wszedł w skład jej kadry zarządzającej. W 1995 był jednym z współzałożycieli Ecoplata S.A., kolejnej firmy z tej branży, w której pracował do 1998 jako menedżer.

## Kariera polityczna
W 1998 rozpoczął pracę w administracji publicznej jako analityk w ANSES (Administración Nacional de la Seguridad Social), agencji rządowej ds. pomocy społecznej. W jego kompetencji znalazła się również kontrola zarządzania i budżetu. Od lutego 2001 do grudnia 2003 pełnił funkcję dyrektora ds. budżetu i kontroli zarządzania. Od grudnia 2003 do grudnia 2005 zajmował stanowisko sekretarza skarbu i finansów w departamencie La Costa w prowincji Buenos Aires.
W styczniu 2006 powrócił do pracy w ANSES. W grudniu 2006 objął funkcję dyrektora finansowego, a w październiku 2008 stanął na czele całej agencji.
7 lipca 2009 został mianowany przez prezydent Cristinę Fernández de Kirchner ministrem gospodarki. Zastąpił Carlosa Rafaela Fernándeza, który złożył rezygnację po przegranej Frontu na rzecz Zwycięstwo w wyborach do parlamentu. W grudniu 2010 Boudou zapowiedział ubieganie się o nominację w wyborach na urząd burmistrza Buenos Aires, jednakże w maju 2011 kandydatem partii został mianowany Daniel Filmus.
25 czerwca 2011 prezydent Cristina Fernández de Kirchner ogłosiła wybór Boudou jako swojego kandydata na urząd wiceprezydenta w wyborach prezydenckich w październiku 2011. W wyborach 23 października 2011 tandem Fernandez de Kirchner-Boudou odniósł zwycięstwo, uzyskując 54% głosów. 10 grudnia 2011 prezydent oficjalnie rozpoczęła swoją drugą kadencję, a Boudou objął stanowisko wiceprezydenta Argentyny. 27 grudnia 2011 prezydent ogłosiła, że w związku z operacją usunięcia guza tarczycy, Amado Boudou przejmie obowiązki szefa państwa w okresie od 4 do 25 stycznia 2012. 7 sierpnia 2018 sąd w Argentynie skazał go na pięć lat i dziesięć miesięcy pozbawienia wolności, oraz dożywotni zakaz sprawowania funkcji publicznych. Było to spowodowane oskarżeniami o wykorzystywanie fikcyjnych firm i potajemnych pośredników do przejęcia kontroli nad przedsiębiorstwem, które otrzymało kontrakty na drukowanie peso.